# Roger Pera i Itxart
Roger Pera i Itxart   (Mataró, 24 de març de 1973) és un actor català que ha treballat en teatre, cinema i televisió. En televisió, va fer el paper d'en Marc a la sèrie Poble Nou i va protagonitzar 13 anys i un dia juntament el seu pare, Joan Pera.
També és actor de doblatge, conegut per doblar les veus de Matt Damon, Tobey Maguire, Edward Norton, Eddie Redmayne, Ryan Phillippe i L Lawliet. Va ser la veu al protagonista de Spider-Man i ha participat en molts doblatges, com les pel·lícules d'El Senyor dels Anells i la sèrie Borgen. També ha participat en el doblatge de Soc llegenda i Els productors.
Va començar al doblatge cap als 8 anys amb la sèrie d'animació L'hora d'en Charlie Brown i l'Snoopy per a TV3. Algunes de les primeres pel·lícules on va participar van ser La princesa promesa i L'imperi del Sol. Va posar la veu al personatge de Daniel LaRusso, protagonista de Karate Kid, i a John Connor, de Terminator 2.
En teatre, va participar en la producció musical Jesucristo Superstar a Madrid.